# Ulrich Karnatz
Ulrich Karnatz (ur. 2 grudnia 1952 w Rostocku) – niemiecki wioślarz reprezentujący NRD, dwukrotny medalista olimpijski i czterokrotny medalista mistrzostw świata.

## Kariera
Wystąpił na igrzyskach olimpijskich w Montrealu w 1976, gdzie osada NRD w składzie: Bernd Baumgart, Gottfried Döhn, Werner Klatt, Hans-Joachim Lück, Dieter Wendisch, Roland Kostulski, Ulrich Karnatz, Karl-Heinz Prudöhl i Karl-Heinz Danielowski (sternik) zdobyła złoty medal w ósemkach. W finale o 2,53 sekundy wyprzedzili Wielką Brytanię i o 5,22 sekundy pokonali osadę Nowej Zelandii. Na rozgrywanych cztery lata później igrzyskach olimpijskich w Moskwie w tej samej konkurencji wspólnie z Berndem Kraußem, Hansem-Peterem Koppe, Ulrichem Konsem, Jörgiem Friedrichem, Jensem Doberschützem, Uwe Dühringiem, Berndem Höingiem i Klausem-Dieterem Ludwigiem zdobył kolejne złoto. Tym razem osada NRD o 2,87 sekundy pokonała osadę Wielkiej Brytanii i o 3,51 sekundy osadę ZSRR.
W ósemkach zdobywał także złote medale na mistrzostwach świata w Nottingham (1975), mistrzostwach świata w Amsterdamie (1977), mistrzostwach świata w Cambridge (1978) i mistrzostwach świata w Bledzie (1979). 
W 1976 odznaczony Orderem Zasługi dla Ojczyzny.
Służył w Volksmarine, osiągając stopień komandora porucznika (Fregattenkapitän). Po zjednoczeniu Niemiec był właścicielem sklepu w Warnemünde.